# Мохангандж (подокруг)
Мохангандж (бенг. মোহনগঞ্জ, англ. Mohanganj) — подокруг на северо-востоке Бангладеш. Входит в состав округа Нетрокона. Административный центр — город Мохангандж. Площадь подокруга — 243,20 км². По данным переписи 1991 года численность населения подокруга составляла 129 415 человек. Плотность населения равнялась 532 чел. на 1 км². Уровень грамотности населения составлял 27,8 %. Религиозный состав: мусульмане — 80,57 %, индуисты — 19,09 %, прочие — 0,34 %.